# عبدالله رضایف
عبدالله رضایف (ترکی آذربایجانی: Abdulla Rzayev؛ زادهٔ ۱۲ مارس ۲۰۰۲) بازیکن فوتبال است.
وی همچنین در تیم ملی فوتبال زیر ۲۱ سال جمهوری آذربایجان بازی کرده‌است.